# Rudi Rosenberg
Pour les articles homonymes, voir Rosenberg.
Rudi Rosenberg, né le 6 août 1979, est un réalisateur, scénariste, producteur de cinéma et acteur français.

## Biographie
Débutant de bonne heure au cinéma, il a notamment été le fils de Victoria Abril et Alain Bashung dans Mon père, ma mère, mes frères et mes sœurs… (1999) de Charlotte de Turckheim, avec laquelle il tournera plus tard Les Aristos (2006), puis devient le fils de Daniel Mesguich dans Le Tango des Rashevski (2003).

## Filmographie

### Cinéma

#### Longs métrages
- 1998 : Déjà mort  : Paul
- 1998 : Voleur de vie : Peter
- 1999 : Mon père, ma mère, mes frères et mes sœurs…, de Charlotte de Turckheim : Julien
- 2000 : En vacances : Martin Foucher
- 2000 : In extremis : ami de Thomas
- 2003 : Le Tango des Rashevski, de Sam Garbarski : Ric Rashevski
- 2006 : Les Aristos, de Charlotte de Turckheim : Charles Antoine d’Arbac de Neuville
- 2007 : Les Toits de Paris : Matthieu
- 2010 : Je ne vous oublierai jamais, de Pascal Kané : Louis Polonski

#### Court métrage
- 2000 : Scénarios sur la drogue: Ecsta-ordinaire : Silvano

### Télévision
- 1996 : Papa revient demain (série) : Jean-Do
- 1997 : Pour être libre (3 épisodes) : Adrien
  - La conscience tranquille (saison 1, épisode 19)
  - Malentendu  (saison 1, épisode 32)
  - Fille au pair  (saison 1, épisode 38)
- 1998 : La Clef des champs (TV) : Guillaume Delpech
- 1999 : La Double Vie de Jeanne (TV) : Alex
- 2000 : Boulevard du Palais (saison 2, épisode 1) : la guerre des nerfs : Léonardo
- 2000 : Les Cordier, juge et flic (saison 9, épisode 1): le diable au cœur : Jérôme
- 2000 : Julie Lescaut (saison 8, épisode 5) : Destins croisés : Olivier
- 2001 : Margaux Valence : le secret d'Alice (TV) : Arnaud
- 2001 : Paranoïa (TV) : Bruno
- 2001 : Une femme amoureuse (TV) : Matthias
- 2001 : Docteur Claire Bellac (Saison 1 épisode 1) : Côté cœur : Sébastien
- 2001 : Femmes de loi (Episode Un amour de jeunesse) : Sébastien Marsac
- 2002 : Justice de femme (2 épisodes) : Guillaume
  - 1er partie La déchirure 
  - 2eme partie La traque
- 2002 : Sami, le pion (Saison 1 épisode 3) : Asile : Théo
- 2002 : La Kiné (Saison 1 épisode 9): Double drame : Julien Grenier
- 2002 : Louis la Brocante (saison 5, épisode 1): Louis et le silence de plomb : Thomas
- 2002 : La Vie devant nous (3 épisodes ): Damien
  - Tels père, tel fils (épisode 48)
  - Star système (épisode 49)
  - Ma mère (épisode 50)
- 2003 : Liaison coupable (TV) : Didier Vairelle
- 2003 : Alice Nevers, le juge est une femme (saison 2, épisode 1) : Jackpot : Yann
- 2003 : Une Femme si parfaite (TV) : Julien
- 2004 : Ariane Ferry (Saison 1 épisode 6) : Dernier voyage : Jérôme Calvet
- 2004 : Péril imminent, mortel chahut (TV) : Mathieu Gerrin
- 2007 : Chat bleu, chat noir (TV) : Crocus
- 2008 : Groupe flag (Saison 4 épisode 2) : Hautes Protections : Sacha Dubreuil
- 2008 : La Reine et le Cardinal : Condé - ex-duc d'Enghien

### Réalisateur
- 2008 : 13 ans
- 2008 : Une histoire louche
- 2010 : Aglaée
- 2015 : Le Nouveau

## Distinctions
- 2003 : Meilleur Second Rôle masculin (Prix du Public) au Festival Jean Carmet de Moulins pour son interprétation dans Le Tango des Rashevski de Sam Garbarski
- 2017 : Prix international Students Award UniFrance / France Culture[2]